# Muromonab
Il Muromonab-CD3 nome commerciale Orthoclone OKT3, commercializzato da Janssen-Cilag è un farmaco immunosoppressore che riduce la risposta immunitaria acuta nei soggetti sottoposti a trapianto d'organo.
Il farmaco è un anticorpo monoclonale di origine murina attivo sull'antigene CD3, che è una proteina di membrana della superficie delle cellule T. È stato il primo anticorpo monoclonale approvato, nel 1986, dalle autorità regolatorie internazionali (FDA e EMEA) per l'uso clinico sull'uomo.

## Linee guida
Nessuna linea guida internazionale prevede l'uso del farmaco, ma attualmente vi sono 3 metanalisi pubblicate sul farmaco.

### Muromonab-CD3
- (EN) Stefan Dübel, Handbook of therapeutic antibodies: Approved therapeutics[collegamento interrotto], Wiley-VCH, 26 marzo 2007,  pp. 909–, ISBN 978-3-527-31453-9.
- (EN) Douglas J. Norman, Laurence A. Turka e American Society of Transplantation, Primer on transplantation, Wiley-Blackwell, 2001,  pp. 454–, ISBN 978-0-9660150-1-0.
- (EN) Diane S. Aschenbrenner e Samantha J. Venable, Drug Therapy in Nursing, Lippincott Williams & Wilkins, 1º febbraio 2008,  pp. 658–, ISBN 978-0-7817-6587-9.
- (EN) Charles R. Craig e Robert E. Stitzel, Modern pharmacology with clinical applications, Lippincott Williams & Wilkins, 2004,  pp. 661–, ISBN 978-0-7817-3762-3.